# Узајамни односи људи и инсеката
Узајамни односи људи и инсеката укључују широк спектар употребе, као што је практична употреба, у исхрани, производњи текстила и боје или симболична употреба, у умјетности, музици и књижевности, а такође укључује и негативне стране, као што су оштећења усјева и велики напори да се истријебе инсекти штеточине.
Академски, односи између инсеката и људи, третирају се као културна ентомологија која се углавном бави напредним друштвима, а дјелује заједно са етноентомологијом, која се углавном бави примитивним друштвима, иако је разлика мала и није заснована на теорији. Обје академске дисциплине истражују паралеле, везе и утицај инсеката на људску популацију и обрнуто. Они су укоријењени у антропологији и природној историји, као и ентомологији — проучавању инсеката. Друге културне употребе инсеката, као што је биомиметика, не спадају нужно у ове академске дисциплине.
Људи користе широк спектар инсеката, како у практичној употреби, тако и у симболичкој. С друге стране, ставови према инсектима су често негативни и улажу се велики напори да се они убију. Широка употреба инсектицида није успјела да истријеби ниједну штеточину инсекта, али је изазвала отпорност на уобичајене хемикалије код хиљаду врста инсеката.
Практична употреба укључује коришћење инсеката у исхрани, у медицини, за вриједне текстиле као што је свила, за боје као што је кармин, у науци, гдје је винска мушица важан моделни организам у генетици, а користе се и у рату, гдје је употреба инсеката испитивана још од средњег вијека, а први пут су коришћени у Другом свјетском рату за ширење болести међу непријатељском популацијом. Један инсект — медоносна пчела, обезбјеђује мед, полен, матични млијеч, прополис и антиинфламаторни пептид мелитин, а њене ларве се једу у неким друштвима. Медицинска употреба инсеката укључује терапију црвима за чишћење ране. Преко хиљаду породица протеина је идентификовано у пљувачки инсеката који се хране крвљу; они могу да обезбиједе корисне лекове као што су антикоагуланси, вазодилататори, антихистаминици и анестетици.
Симболична употреба укључује коришћење у умјетности, у музици, у филму, у књижевности, у религији и у митологији. Костими инсеката користе се у позоришним представама и носе се на забавама и карневалима.

## контекст

### Култура
Култура се састоји од друштвеног понашања и норми које се налазе у људским друштвима и које се преносе путем друштвеног учења. Културне универзалије у свим људским друштвима укључују изражајне форме као што су умјетност, музика, плес, ритуал, религија и технологије као употреба алата, кување, склониште и одјећа. Концепт материјалне културе обухвата физичке изразе као што су технологија, архитектура и умјетност, док нематеријална култура укључује принципе друштвене организације, митологије, филозофије, књижевности и науке.

### Културна ентомологија и етноентомологија
Етноентомологија се развила од 19. вијека раним радовима аутора као што су Алфред Расел Валас (1852) и Хенри Волтер Бејтс (1862). Књига Ханса Зинсера — „Пацови, вашке и историја“ (1935), показала је да су инсекти важни у људској историји. Писци као што су Вилијам Мортон Велер, Морис Метерлинк, и Жан Анри Фабр, описали су живот инсеката и пренијели њихово значење људима „са маштом и бриљантношћу“. Фредерик Сајмон Боденхајмер, у књизи „Инсекти као људска храна“ (1951), скренуо је пажњу на обим и потенцијал ентомофагије и указао на позитивне аспекте инсеката. Храна је тема која се највише проучава у етноентомологији, а слиједе медицина и пчеларство.
Године 1968, Ервин Шимитшек је истакао да је културна ентомологија грана проучавања инсеката, у прегледу улога које инсекти играју у фолклору и култури укључујући религију, храну, медицину и умјетност. Године 1984. Чарлс Хоге је покривао ову област на енглеском, а од 1994. до 1997. основао је удружење „Кратак преглед културалне ентомологије“, које је служило као форум на терену. Он је тврдио да људи троше своју интелектуалну енергију у три основне области активности: преживљавање, коришћење практичног учења (примјена технологије); тражење чистог знања кроз индуктивне менталне процесе (наука) и трагање за просвјетљењем да би се осјетило задовољство естетским вјежбама које се могу назвати „хуманистичким наукама“. Ентомологија се дуго бавила опстанком (економска ентомологија) и научним проучавањем (академска ентомологија), али грана истраживања која се бави утицајем инсеката (и других копнених зглавкара, укључујући пауколике зглавкаре и стоноге) у књижевности, језику, музици, умјетности, интерпретативној историји, религији и рекреацији, постала је препозната као посебна област кроз Шимичеков рад. Хоге је поставио границе области изјавивши: „наративна историја науке о ентомологији није дио културне ентомологије, док би се утицај инсеката на општу историју сматрао културном ентомологијом.“ Због тога што је појам културно уско дефинисан, неки аспекти који се обично укључују у проучавање људских друштава су искључени.
Дарел Адисон Пози, напомињући да је границу између културне ентомологије и етноентомологије тешко повући, наводи изјаву Хогеа да се културна ентомологија ограничава на утицај инсеката на „суштину човјечанства изражену у умјетностима и хуманистичким наукама”. Такође, Пози је написао и да је културна антропологија обично ограничена на проучавање напредних, индустријализованих и писмених друштава, док етноентомологија проучава „ентомолошке проблеме примитивних или нецивилизованих друштава“. Истакао је да је подјела вјештачка, употпуњена неоправданом пристрасношћу „ми или они“. Брајан Морис је на сличан начин критиковао начин на који антрополози третирају незападне ставове према природи као монадске и спиритуалистичке, сматрајући их гностичким са поједностављеним третманом западног, механистичког става, често из 17. вијека. Морис то сматра „прилично бескорисним, ако не и обмањујућим“ и умјесто тога нуди своје истраживање о вишеструким начинима на које се људи Малавија односе према инсектима и другим животињама, наводећи да су „прагматични, интелектуални, реалистички, практични, естетски, симболички и сакраментални“.

## Предности и трошкови

### Услуге екосистема инсеката
Извјештај организације Миленијумска процјена екосистема (МЕА) из 2005. године, дефинише услуге екосистема као користи које људи добијају од екосистема и разликује четири категорије: обезбјеђивање, регулисање, подршка и култура. Основно начело је да је неколико врста зглавкара добро познато због њиховог утицаја на људе (као што су пчеле, мрави, комарци и паукови), али и инсекти нуде еколошка добра и услуге. Друштво Ксерцес израчунава економски утицај четири еколошке услуге које пружају инсекти: опрашивање, рекреација (тј. „важност буба за лов, риболов и посматрање дивљих животиња, укључујући посматрање птица"), сахрањивање балеге и контрола штеточина. Вриједност је процијењена на 153 милијарде долара широм свијета. Као стручњак за мраве, Едвард Озборн Вилсон је изјавио: „ако би читаво човјечанство нестало, свијет би се поново вратио у богато стање равнотеже које је постојало прије десет хиљада година. Ако би инсекти нестали, окружење би се срушило у хаос.“ Телевизија Нова, на америчкој PBS мрежи уоквирила је однос са инсектима у урбаном контексту: „ми људи волимо да мислимо да ми управљамо свијетом. Али чак и у срцу наших великих градова, ривалска суперсила напредује; Ова сићушна створења живе свуда око нас у огромном броју, иако их ми и не примјећујемо. Али на много начина, они су ти који заиста воде емисију.“ Часопис The Washington Post објавио је: „летимо слијепи у многим аспектима очувања животне средине, и зато смо толико изненађени када врста попут пчеле почне да опада или да се инсект кога ми не желимо, као што су азијски тиграсти комарац или ватрени мрав, појављује у нашој средини. Другим ријечима: Почните да размишљате о грешкама."

### Штеточине и пропаганда
Људски ставови према инсектима су често негативни, појачани сензационализмом у медијима. То је створило друштво које покушава да елиминише инсекте из свакодневног живота. Скоро 75 милиона фунти инсектицида широког спектра се производи и продаје сваке године за употребу у америчким домовима и баштама. Годишњи приходи од продаје инсектицида власницима кућа премашили су 450 милиона долара 2004. године. Од отприлике милион врста инсеката описаних до сада, око хиљаду може да се сматра озбиљним штеточинама, а мање од 10.000 (око 1%) су повремене штеточине. Ниједна врста инсеката није трајно искоријењена употребом пестицида, умјесто тога, најмање хиљаду врста је развило отпорност на пестициде у пољу, а велика штета је учињена корисним инсектима, укључујући опрашиваче као што су пчеле.
Током Хладног рата, земље Варшавског пакта су покренуле обиман рат против кромпирове златице, окривљујући ЦИА за уношење врсте из Америке, демонизујући врсту на пропагандним постерима и позивајући дјецу да скупе бубе и убију их.

## Практична употреба

### У исхрани
Ентомофагија је једење инсеката. Многи јестиви инсекти се сматрају кулинарским специјалитетом у неким друштвима широм свијета. Књига „Инсекти као људска храна“, коју је написао Фредерик Сајмон Боденхајмер 1951. скренула је пажњу на обим и потенцијал ентомофагије, али је пракса неуобичајена, па чак и табу у другим друштвима. Понекад се инсекти сматрају погодним само за сиромашне у трећем свијету, али је 1975. Виктор Мејер Рошоу сугерисао да би инсекти могли да помогну у ублажавању глобалне несташице хране у будућности и заговарао је промјену западњачких ставова према културама у којима су инсекти цијењени као храна. Етнолози Пенелопе Гулан и Питер Кренстон, сматрали су да би лијек за то могао да буде оглашавање јела од инсеката као прикладно егзотичних и скупих, како би их учинила прихватљивим. Они такође истичу да нека друштва у подсахарској Африци воле гусјенице више него говедину, док Гош Чакраворти и остали у свом истраживању 2011. истичу да су инсекти као храна високо цијењени у сјевероисточној Индији и да су скупљи од меса. Економију, односно трошкове који укључују сакупљање инсеката за храну и новац зарађен продајом таквих инсеката, проучавали су у окружењу у Лаосу Мејер Рошоу и други 2008. године. У Мексику, гастрономи траже ларве мрава и јаја стеница веслачица као облик кавијара. У Гуангдонгу, водене бубе постижу довољно високу цијену да би могле да се узгајају. Посебно високе цијене се на Тајланду постижу за џиновску водену бубу Lethocerus indicus.
Инсекти који се користе у храни укључују ларве и лутке медоносних пчела, црве мопане, свилене бубе, магуи црве, ларве личинке, цврчке, као и двије врсте скакаваца — Chapulines из рода  и Locust. На Тајланду постоји око 20.000 фармера који узгајају цврчке, производећи око 7.500 тона годишње.

### У медицини
Инсекти су коришћени у медицини у културама широм свијета, често према Доктрини сигнатура. Домородачки народи Мексика су користили бутне кости скакаваца, за које се говорило да подсјећају на људску јетру, за лијечење обољења јетре. Доктрина је примијењена и у традиционалној кинеској медицини (ТКМ) и у ајурведи. ТКМ користи чланконошце у различите сврхе: стонога се користи за лијечење тетануса, напада и конвулзија, док се кинески црни планински мрав — Polyrhachis vicina, користи као лијек за све, посебно код старијих, а екстракти су испитивани као могуће средство у борби против рака. Ајурведа користи инсекте као што су термити за стања као што су чиреви, реуматске болести, анемија и бол. Ларве јатрофе лисног рудара се користе куване за изазивање лактације, смањење температуре и умиривање гастроинтестиналног тракта. Насупрот томе, традиционална афричка медицина је у погледу коришћења инсеката локална и неформализована. Аутохтони народи Централне Америке користили су велики број инсеката у медицини. Маје су користиле армијског мрава при постављању хируршког шава, у којем су користиле њихове чељусти како би држали рану затворену. Отров црвеног мрава коришћен је за лијечење реуматизма, артритиса и полиомијелитиса путем имунолошке реакције изазване његовим убодом. Лутке свилене бубе су узимане за лијечење апоплексије, афазије, бронхитиса, упале плућа, конвулзија, крварења и учесталог мокрења.
Производи медоносне пчеле се користе у медицини у апитерапији широм Азије, Европе, Африке, Аустралије и Америке, упркос чињеници да медоносна пчела није уведена у Америку све до колонизације од стране Шпаније и Португалије. Они су најчешћи медицински производ од инсеката у историји и тренутно, а од свих њихових производа, најчешће се користи мед. Може се наносити на кожу за лијечење прекомјерног ожиљног ткива, осипа и опекотина, а такође и као облог за очи при лијечењу инфекције. Мед се узима за проблеме са варењем и за побољшање општег здравља. Узима се врућ за лијечење прехладе, кашља, инфекција грла, ларингитиса, туберкулозе и плућних болести. Апитоксин (пчелињи отров) се примјењује директним убодом за ублажавање артритиса, реуматизма, полинеуритиса и астме. Прополис, смоласту, воштану мјешавину коју сакупљају пчеле и која се користи као изолатор и заптивач кошница, често конзумирају жене у менопаузи због високог садржаја хормона, а сматра се да има антибиотска, анестетичка и антиинфламаторна својства. Матични млијеч се користи за лијечење анемије, чира на дванаестопалачном цријеву, артериосклерозе, хипотензије, хипертензије и инхибиције сексуалног либида. Пчелињи хљеб или пчелињи полен, једе се као опште средство за обнављање здравља и сматра се да помаже у лијечењу унутрашњих и спољашњих инфекција. Један од главних пептида у пчелињем отрову, мелитин, има потенцијал да лијечи упале код обољелих од реуматоидног артритиса и мултипле склерозе.
Пораст инфекција отпорних на антибиотике подстакао је фармацеутска истраживања за нове ресурсе, укључујући зглавкаре.
У терапији црвима, користе се ларве пухача за обављање дебридмана за чишћење рана.
Кантаридин, уље које изазива пликове и које се налази код неколико породица буба описаних заједничким именом шпанска мушица, коришћено је као афродизијак у неким друштвима.
Инсекти који се хране крвљу, као што су крпељи, обади и комарци, убризгавају више биоактивних једињења у свој плијен. Ове инсекте већ дуго користе практичари источне медицине за спрјечавање стварања крвних угрушака или тромбозе, што упућује на могућу примјену у научној медицини. Преко 1.280 породица протеина је повезано са пљувачком организама који се хране крвљу, укључујући инхибиторе агрегације тромбоцита, АДП, арахидонску кисјелину, тромбин, ПАФ, антикоагулансе, вазодилататоре, вазоконстрикторе антихистаминике, блокаторе натријумових канала, инхибиторе комплемента, формираче пора, инхибиторе ангиогенеза, анестетике, АМП и молекуле за препознавање микробних образаца и појачиваче/активаторе паразита.

### У науци и технологији
Инсекти имају важну улогу у биолошким истраживањима. Због своје мале величине, кратког времена генерације и високе плодности, обична винска мушица — Drosophila melanogaster, одабрана је као моделни организам за проучавање генетике виших еукариота. Она је била суштински дио студија о принципима као што су генетска веза, интеракције између гена, хромозомска генетика, еволуциона развојна биологија, понашање животиња и еволуција. Пошто су генетски системи добро очувани међу еукариотима, разумијевање основних ћелијских процеса попут репликације ДНК или транскрипције код винских мушица помаже научницима да разумију те процесе код других еукариота, укључујући људе. Геном винске мушице је секвенциониран 2000. године, што одражава важну њену улогу у биолошким истраживањима. Око 70% генома мува је слично људском геному, што подржава теорију еволуције од једног поријекла живота Чарлса Дарвина.
Неки хемиптерани се користе за производњу боја као што је кармин. Штитасте ваши производи карминску кисјелину црвене боје за одвраћање предатора, а до 100.000 њих је потребно да би се направио килограм боје кошенил.
Слично вашима, потребан је огроман број буба Kerria lacca да би се направио килограм шелака, боје за наношење четком и завршне обраде дрвета. Додатна употреба овог традиционалног производа укључује третирање цитруса воском како би се продужио њихов вијек трајања и облагање пилула како би их заштитили од влаге, обезбиједили споро отпуштање или маскирали укус горких састојака.
гримизна је црвена боја од осушених тијела женки љускастог инсекта из рода кермес, првенствено Kermes vermilio, који су поријеклом из медитеранског региона, живе на соку храста прнар. Стари Грци и Римљани су их користили као црвену боју. Гримизна је богате црвене боје и има добру постојаност боје у свили и вуни.
Способности инсеката се понекад опонашају у архитектури. У шопинг центру у Харареу, користи се пасивно хлађење, гдје се акумулира топлота ујутру и испушта у топлим дјеловима дана. Циљ овог дијела биомиметике је структура гомиле термита, као што је Macrotermes michaelseni, који ефикасно хладе своја гнијезда. Особине егзоскелета код пустињске бубе намиб, посебно њена крила која имају избочине са хидрофилним врховима, којима привлаче воду и хидрофобним странама, којима испуштају воду, опонашана су у филму дизајнираном за Министарство одбране Уједињеног Краљевства, за хватање воде у сушним регионима.

### У текстилу
Свилене бубе, њихове лутке и гусјенице, узгајане су за производњу свиле у Кини од периода Неолита и културе Јангшао, од 5.000 година прије нове ере. Производња се проширила на Индију до 140. године нове ере.
Гусјенице се хране листовима дуда. Чаура, настала након четвртог митарења, прекривена је континуираним филаментом протеина свиле, фиброина, гумираног заједно са серицином. У традиционалном процесу, гума се уклања потапањем у врућу воду, а свила се затим одмотава од чауре и намотава. Филаменти се испредају заједно да би направили свилену нит.
Трговина свилом између Кине и земаља на њеном западу почела је у античко доба, са свилом познатом из египатске мумије из 1070. године прије нове ере, а касније се трговало и са Античком Грчком и Античким Римом. Пут свиле који води западно од Кине отворен је у другом вијеку нове ере, помажући да се покрене трговина свилом и другом робом.

### У ратовању
Употреба инсеката у ратовању је покушавана у средњем вијеку и раније, али је први пут систематски истраживано од стране неколико нација током 20. вијека. У пракси га је примијенила Јединица 731 јапанске војске у нападима на Кину током Другог свјетског рата, убивши скоро 500.000 Кинеза са бувама зараженим кугом и мувама зараженим колером. Такође у Другом свјетском рату, Њемци су истраживали употребу кромпирове златице за уништавање непријатељских усјева кромпира. Током Хладног рата, америчка војска је разматрала коришћење комараца са жутом грозницом за напад на совјетске градове.

## Симболична употреба

### У митологији и фолклору
Инсекти су се појављивали у митологији широм свијета од давнина. Међу групама инсеката које се појављују у митовима су пчеле, лептири, митолошки цврчци, муве, вилини коњици, богомољке и баљегари. Баљегари су имали вјерску и културну симболику у Старом Египту, Грчкој и неким шаманистичким културама Старог свијета. Древни Кинези су сматрали цврчке симболима поновног рођења или бесмртности. У Хомеровој химни Афродити, богиња Афродита препричава легенду о томе како је Еос, богиња зоре, тражила од Зевса да допусти њеном љубавнику Титону да заувијек живи као бесмртник. Зевс је удовољио њеној молби, али, пошто је Еос заборавила да га замоли да га учини и безвременим, Титон никада није умро, али је остарио. На крају је постао толико сићушан и смежуран да се претворио у првог цврчка.
У древној сумерској пјесми, мува помаже богињи Инани када њеног мужа Думузида јуре галу демони. Муве се такође појављују на старовавилонским печатима као симболи Нергала, бога смрти, а перле од лапис лазулија у облику муве често су се носиле у многим различитим културама у старој Месопотамији, заједно са другим врстама накита од мува. Еп о Гилгамешу, писат на акадском језику, садржи алузије на вретенца, што означава немогућност бесмртности.
Међу народом Аренте у Аустралији, медени мрави и ларве личинке служиле су као лични тотеми. Код Бушмана из Калахарија, богомољка има велики културни значај, укључујући стварање и стрпљење налик зену у чекању.
Инсекти се појављују у фолклору широм свијета. У Кини су фармери традиционално регулисали своју садњу усјева у складу са Буђењем инсеката, када се промијене температуре и монсунске кише изводе инсекте из хибернације. Већина обичаја „буђења“ се односи на једење грицкалица, попут палачинки, печеног пасуља, крушака и прженог кукуруза, што симболизује штетне инсекте у пољу.
У региону Великих језера у Сједињеним Државама, постоји годишњи фестивал ларви гусјенице тиграстог мољца, које су познате као вунени медвједи, а фестивал се обиљежава више од 40 година. Ларве имају 13 различитих сегмената црне и црвенкасто браон боје и имају репутацију у уобичајеном фолклору да мгу да предвиде надолазеће зимско вријеме.
Постоји уобичајена заблуда да су бубашвабе озбиљни преносиоци болести, али иако могу да преносе бактерије, не путују далеко и не могу да уједају или убадају. Њихове шкољке садрже протеин, арилфорин, који је укључен у астму и друга респираторна стања.
Међу дубокоморским рибарима из Гринока у Шкотској постоји вјеровање да ако мува упадне у чашу из које је неко пио или ће да пије, то је сигуран знак среће за оне који пију.
Многи људи вјерују у урбани мит да косци имају најотровнији угриз у свијету паука, али да су им очњаци премали да продру у људску кожу. Ипак, ниједна од познатих врста жетелаца нема отровне жлијезде; немају удубљене очњаке већ канџе којима се хватају и које су обично веома мале и нису довољно јаке да разбију људску кожу.
У Јапану, појава свитаца и буба носорога означава очекивану промјену годишњих доба.

### У религији
У бразилском сливу Амазона, чланови породице тупигвајанских језика примијећени су како користе мраве Pachycondyla commutata током церемонија обреда преласка жена и прописују убод мрава Pseudomyrmex за грозницу и главобољу.
Црвеног калифорнијског мрава жетелца — Pogonomyrmex californicus, користе старосједиоци јужне Калифорније и сјеверног Мексика стотинама година у церемонијама које се спроводе како би се помогло члановима племена да стекну духовне помагаче кроз халуцинације. Током ритуала, младићи се шаљу из племена и конзумирају велике количине живих мрава без жвакања под надзором старијег члана племена. Гутање мрава би требало да доведе до продуженог стања несвијести, гдје се појављују помагачи у сну и служе као савезници сањачу до краја његовог живота.

### У умјетности
И симболички облик и стварно тијело инсеката коришћени су за украшавање људи у древним и модерним временима. Тема која се понавља у древним културама у Европи и на Блиском истоку односила се на свету слику пчеле или човјека са обиљежјима инсеката. Она се често називала „богиња пчела“, а слике су пронађене у драгуљима и камењу. Драгуљ од оникса из Кнососа (древни Крит) који датира из приближно 1500. године прије нове ере илуструје богињу пчела са роговима бика изнад главе. Фигура је окружена псима са крилима, који највјероватније представљају Хекату и Артемиду – богиње подземља, сличне египатским боговима Акеру и Анубису.
Умјетност са крилима буба је древна занатска техника која користи преливна крила бубе и традиционално се практикује на Тајланду, у Мјанмару, Индији, Кини и Јапану. Комади бубе се користе као украс за слике, текстил и накит. У зависности од региона, коришћене су различите врсте металних крила буба за дрво, али се традиционално највише цијене крила буба из рода Sternocera. Пракса долази из читаве Азије и југоисточне Азије, посебно са Тајланда, Мјанмара, Јапана, Индије и Кине. На Тајланду су крилима буба највише украшавани одјећа (шалови и сабајско платно) и накит у некадашњим дворским круговима.
У књизи канадског ентомолога Чарлса Хауарда Карана из 1945. године —  Инсекти пацифичког свијета, забиљежене су жене из Индије и Сри Ланке, које су држале 38 милиметара дуге, преливајуће зеленкасте бакарне бубе врсте Chrysochroa ocellata као кућне љубимце. Ови живи драгуљи носили су се у свечаним приликама, вјероватно са малим ланцем причвршћеним за једну ногу усидреним за одјећу како би се спријечило бјекство. Након тога, инсекти су купани, храњени и смјештени у украсне кавезе. Живе бубе са драгуљима су се такође носиле и држале као кућни љубимци у Мексику.
Лептири су дуго инспирисали људе својим животним циклусом, бојом и китњастим шарама. Романописац Владимир Набоков, који је такође проучавао лептире, објавио је и илустровао многе врсте наводећи:
Открио сам у природи неутилитарне ужитке које сам тражио у умјетности. Обје су биле вид магије, обје су биле игре замршених чаролија и обмане.
Естетска сложеност инсеката навела је Набокова да одбаци природну селекцију.
Природњак Ијан Мекреј написао је о лептирима:
Животиња је истовремено незгодна, слабашна, чудна, полетна у лету, а ипак лијепа и неизмјерно симпатична; болно је пролазан, иако способан за екстремне миграције и трансформације. Слике и фразе као што су „калеидоскопске нестабилности“, „оксиморон сличности“, „бунтовне дуге“, „видљива тама“ и „душе од камена“ имају много тога заједничког. Они спајају два појма концептуалне контрадикције, олакшавајући на тај начин мијешање онога што би требало да буду дискретне и међусобно искључиве категорије... У постављању таквих питања, наука о лептирима, неисцрпно, комплексно и фино нијансирано поље, постаје мало другачија од људске маште или самог поља књижевности. У природној историји животиње почињемо да осјећамо њене књижевне и умјетничке могућности.

Фотограф Кјел Сандвед провео је 25 година сликајући свих 26 знакова латиничног писма користећи шаре крила лептира и лептирица формирајући „Абецеду лептира“.
Године 2011. умјетница Ана Колет направила је преко 10.000 појединачних керамичких инсеката у Нотингемском замку, а колекција је названа „мијешање роја“. Рецензије изложбе понудиле су убједљиву причу за културну ентомологију: „неочекивана употреба материјала, тамни тонови и директан утицај хиљада сићушних вишеструких дјелова у простору. Изложба је истовремено била и изузетно лијепа и дубоко одбојна, а ова чудна дуалност је била фасцинантна.“

### У књижевности и филму
Старогрчки драмски писац Есхил у својим поемама користи обаде који јуре и муче Ију, дјевојку повезану са мјесецом, коју непрестано посматрају очи пастира Аргуса, повезаног са свим звијездама: „Ио: Ах! Ха! Опет жаока, убод, убод обада! О земљо, земљо, сакриј се, шупљи облик — Аргус — та зла ствар — стоока." Вилијам Шекспир, инспирисан Есхилом, користи лик Тома о'Бедлама у Краљу Лиру, „којег је зли ђаво водио кроз ватру и кроз пламен, кроз брод и вир, кроз блато и мочвару“, избезумљеног сталном потјером. У трагедији Антоније и Клеопатра, Шекспир на сличан начин упоређује Клеопатрин брзоплети одлазак са бојног поља у Акцијуму са одласком краве коју јури обад. Херберт Џорџ Велс је представио џиновске зоље у свом роману „Храна богова и како је дошла на Земљу“ из 1904. године, користећи новооткривене хормоне раста да би својој научној фантастици дао увјерљивост. Есеј „Лептири“ Лафкадија Херна анализира третман лептира у јапанској књижевности, како у прози тако и у поезији. Он истиче да оне често алудирају на кинеске приче, као што је о младој жени коју су лептири сматрали цвијетом. Он је превео 22 јапанске хаику пјесме о лептирима, укључујући и једну од хаику мајстора Мацуа Башоа, за коју је рекао да сугерише срећу у прољеће, написавши: „Пробуди се! Пробуди се! — Учинићу те својим друже, лептиру који спаваш."
Романописац Владимир Набоков био је син професионалног лепидоптериста, а и сам се интересовао за лептире. Написао је роман Лолита док је путовао на своја годишња путовања сакупљања лептира на западу Сједињених Држава. На крају је постао водећи лепидоптериста. То се огледа у његовој фикцији, гдје, у књизи „Поклон“, посвјећује два цијела поглавља (од пет) причи о оцу и сину на експедицији тражења лептира.
Хорор филмови који укључују инсекте, који се понекад називају и „филмови о великим бубама“, укључују први филм Они из 1954. године, са џиновским мравима мутираним радијацијом, као и филм Смртоносна богомољка из 1957. године.
The Far Side, новински стрип, користио је професор Михаел Бургет као наставно средство на часу ентомологије; стрип и његов аутор — Гери Ларсон, добили су признање од стране биолога — Дејла Хартвела Клејтона, његовог колеге, за огромни допринос који је Ларсон дао њиховој области кроз своје карикатуре.

### У музици
У неким популарним и утицајним музичким дјелима, тема су били инсекти. Француски ренесансни композитор — Жоскин де Пре, написао је фротолу под називом El Grillo (Цврчак) и она је међу најчешће пјеваним његовим дјелима. Николај Римски-Корсаков је написао „Flight of the Bumblebee“ (бумбаров лет) 1899–1900, као дио своје опере „Бајка о цару Салтану“, засноване на књизи коју је написао Александар Пушкин — Бајка о цару Салтану. Комад је постао један од најпрепознатљивијих комада у класичној композицији. Бумбар у причи је принц који је претворен у инсекта да би могао да одлети да посјети свог оца. Представа на којој је опера заснована, првобитно је имала још двије теме о инсектима: „Flight of the Mosquito“ (лет комарца) и „Flight of the Flyет“ (лет муве). Мађарски композитор — Бела Барток је у свом дневнику објаснио да је у свом дјелу „Diary of a Fly“ (дневник муве), које је компоновао за клавир (Mikrokosmos Vol. 6/142), покушавао да прикаже очајничке покушаје бјекства муве ухваћене у паукову мрежу.
Џез музичар и професор филозофије — Дејвид Ротенберг, свирао је дуете са инсектима који пјевају, укључујући цврчке, зрикавце и бубе.

### У астрономији и космологији
У астрономији, сазвјежђа која су добила име по чланконошцима укључују зодијачку Шкорпију, која је добила име по шкорпијама, као и мува, такође позната као Апис, пчела на дубоком јужном небу. Сазвјежђу Мува, једином признатом сазвјежђу инсеката, име је дао Петар Планције 1597. године.
„Маглина буба“, која се назива и „Маглина лептира“, откривена је 2009. године у сазвјежђу Шкорпија, помоћу Хабл телескопа. Позната под стручним називом NGC 6302, једна је од најсјајнијих и најпопуларнијих звијезда у универзуму, популарна по томе што њене карактеристике привлаче пажњу многих истраживача. Савршено је биполарна и до недавно, централна звијезда је била неуочљива, замагљена гасом, али се процјењује да је једна од најтоплијих у галаксији, са 200.000 степени Фаренхајта, око 35 пута топлија од Сунца.
Пчела је играла централну улогу у космологији код народа Маја. Гипсана фигура у храмовима Тулума позната као „Ah Mucen Kab“ – Бог пчела ронилаца, подсјећа на инсекта Codex Tro-Cortesianus, идентификованог као пчела. Овакви рељефи су можда указивали на градове и села која производе мед. Савремене власти Маја кажу да ова фигура такође има везу са савременом космологијом. Стручњак за митологију Маја — Мигел Анхел Вергара каже да су Маје вјеровале да пчеле потичу са Венере, „Другог Сунца“. Рељеф би могао да буде индикативан за још једно „божанство инсеката“ — Xux Ex, мајанске „звијезде оса“. Маје су отјелотвориле Венеру у облику бога Кукулкана (сродног Гукумацу и Кецалкоатлу у другим дијеловима Мексика). Кецалкоатл је мезоамеричко божанство чије име на језику наватлу значи „перната змија“. Култ је био прва мезоамеричка религија која је превазишла језичке и етничке подјеле старог класичног периода. Тај култ је олакшао комуникацију и мирну трговину међу народима различитих друштвених и етничких припадности. Иако је култ првобитно био усредсређен на древни град Чичен Ица у модерној мексичкој држави Јукатан, проширио се све до гватемалских висоравни.

### У костимима
Костими пчела и других инсеката носе се у разним земљама на забавама, карневалима и другим прославама.
„Ово“ је турнеја циркуске продукције на тему инсеката свјетски познате канадске компаније за забаву Циркус де Солеј. Представа се бави свијетом инсеката и његовим биодиверзитетом, гдје они живе у свакодневном животу све док се мистериозно јаје не појави у њиховој средини, када инсекти постају задивљени тим култним објектом који представља енигму и циклусе њихових живота. Костим је био спој типова тијела зглавкара помијешаних са оклопом суперхероја. Лиз Вандал, водећи костимограф, истакла је да има велики афинитет према свијету инсеката:
„Када сам била мала, постављала сам камење по дворишту у близини воћки и редовно сам их подизала да посматрам инсекте који су се населили испод њих. Мазила сам гусјенице и пустила лептире у кућу. Дакле, када сам сазнала да је ОВО инспирисан инсектима, одмах сам знала да сам у савршеној позицији да својим костимима одам почаст овом величанственом свијету. Сви инсекти су лијепи и савршени; оно што изазивају код сваког од нас мијења нашу перцепцију о њима.“
Видео серија Зелени порно, која је добила награду Webby за најбољи онлајн видео 2009. године, креирана је да прикаже репродуктивне навике инсеката. Џоди Шапиро и Рик Гилберт били су одговорни за превођење истраживања и концепата које је Изабела Роселини замислила у костиме од папира и лијепка који директно доприносе јединственом визуелном стилу серије. Филмски серијал је покренут стварањем костима како би се научно истраживање преточило у „нешто визуелно и како то учинити комичним“.